# Antíoco I Sóter
Antíoco I Sóter (324-261 a. C.) era hijo del fundador de la dinastía Seléucida, Seleuco I Nicátor y de Apama, princesa sogdiana e hija de Espitamenes. Se casó con su madrastra, Estratónice.
Como segundo rey de la dinastía seléucida es uno de los epígonos que se disputaron el dominio de los territorios conquistados por Alejandro Magno. Es recordado sobre todo por la victoria sobre los gálatas que le valió su apodo, Soter. Es importante su figura en la urbanización de Oriente Próximo ya que él y Seleuco fueron los fundadores de ciudades más activos de la época.
Además fue el primer rey seléucida en acuñar moneda con su efigie.

## Biografía
Hijo y sucesor de Seleuco I este lo designó corregente en el año 292 a. C. y, probablemente para garantizar su cooperación, le entregó a su segunda esposa, Estratónice.
Los escritores helenísticos difundieron la versión, más tarde recogida por Plutarco (Demetrio, 38) y Apiano (Guerras sirias, 59-61), de que el episodio fue originado por una historia de amor.

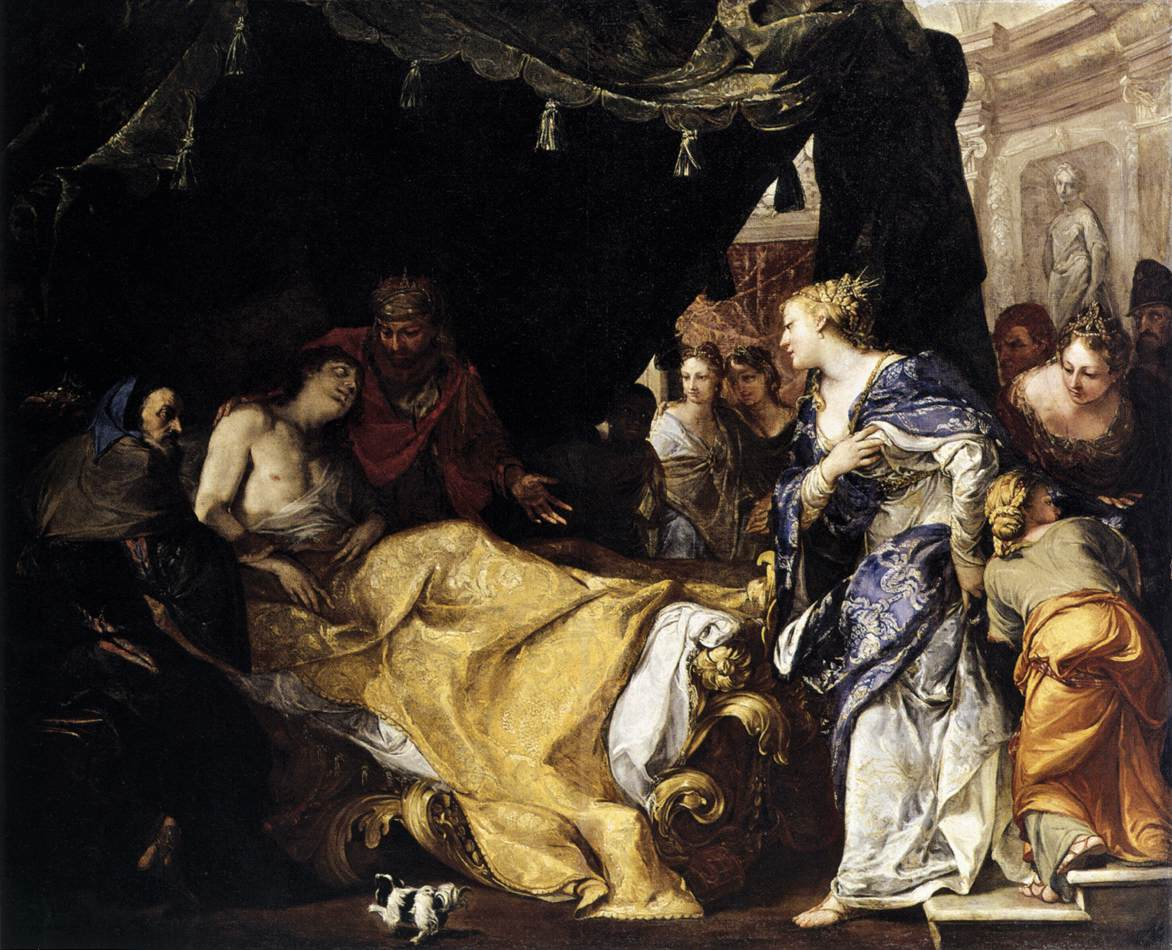
Antíoco y Estratónice.
Antonio Bellucci (1654-1726).

Seleuco fue asesinado en el año 281 a. C. por Ptolomeo Cerauno, hijo de Ptolomeo I, mientras Antíoco estaba en el lejano este y, aunque la corregencia evitó una crisis sucesoria, se sabe que algunas partes del imperio se sublevaron, incluidas las ciudades sirias probablemente fundadas por el propio Seleuco. Es posible que la revuelta fuera instigada por Ptolomeo II de Egipto, así que las campañas posteriores de Antíoco se debieron más probablemente a la consolidación del dominio de los territorios obtenidos después de la batalla de Corupedio que a la necesidad de sofocar rebeliones internas.
En las luchas que mantuvo contra Ptolomeo II Antíoco perdió grandes extensiones de terreno y tuvo que cederle además al rey egipcio la hegemonía naval sobre el mar Mediterráneo.
Al poco de acceder al poder, probablemente en el año 280 a. C., les devolvió a los atenienses las islas colonizadas por clerucos que Seleuco había arrebatado a Demetrio Poliorcetes tras derrotarlo en 288 a. C.
Posteriormente Antíoco tuvo que hacer frente a una grave crisis debida a la llegada de los gálatas (tribus de origen galo o celta) a Asia Menor. Los gálatas llegaron a atacar Delfos y, después de saquear Macedonia, una parte de ellos pasó a Asia Menor donde Nicomedes I de Bitinia los contrató como mercenarios. Los gálatas impusieron tributo a numerosas ciudades, saquearon los campos y capturaron rehenes que tuvieron que ser rescatados por enviados del rey. Antíoco finalmente derrotó a los gálatas en la batalla de los elefantes y los estableció alrededor del año 270 a. C. en la región del norte de Frigia posteriormente conocida como Galacia. Según Apiano (Guerras sirias, 65) fue esta victoria contra los gálatas la que le valió su título de Soter ('Salvador').
Fue derrotado en el año 261 a. C. durante la guerra que mantuvo contra Eumenes I, gobernador del reino de Pérgamo en Asia Menor, y murió en el mismo año.
Al igual que su padre, había designado como corregente a su hijo mayor Seleuco, pero a principios de la década de 260 a. C. debió ejecutarlo y finalmente le sucedió su hijo Antíoco II Teos.